# Тігієв Сослан Вазнойович
Сослан Вазнойович Тігієв  (узб. Soslan Tigiyev, ос. Тыджыты Вазнойы фырт Сослан, 12 жовтня 1983) — узбецький борець вільного стилю осетинського походження, бронзовий призер чемпіонату світу, срібний призер чемпіонату Азії, бронзовий призер Азійських ігор, володар Кубку світу, учасник Олімпійських ігор.

## Біографія
Боротьбою почав займатися з 1992 року.
26 жовтня 2016 року Сослан Тігієв був позбавлений срібної медалі у ваговій категорії до 74 кг після виявлення заборонених препаратів в повторному аналізі його допінг-проби, взятої на літніх Олімпійських іграх 2008 року в Пекіні. Його медаль перейшла до Мурада Гайдарова з Білорусі.
На літніх Олімпійських іграх у Лондоні здобув бронзову медаль, однак згодом теж був дискваліфікований за вживання забороненого препарату. Сослан був позбавлений медалі, яка перейшла до Габора Гатоша з Угорщини.
Молодший брат борця Таймураза Тігієва, який, виступаючи за Казахстан у ваговій категорії до 96 кг, як і Сослан, завоював срібну нагороду на літніх Олімпійських іграх 2008 року в Пекіні, але теж був позбавлений її за вживання допінгу.

## Спортивні результати на міжнародних змаганнях

### Виступи на Олімпіадах
| Олімпіада                   | Дисципліна | Місце |                 |
| --------------------------- | ---------- | ----- | --------------- |
| Літні Олімпійські ігри 2008 | Узбекистан | 74 кг | дискваліфікація |
| Літні Олімпійські ігри 2012 | Узбекистан | 74 кг | дискваліфікація |

### Виступи на Чемпіонатах світу
| Змагання                        | Збірна     | Вагова категорія | Місце  |
| ------------------------------- | ---------- | ---------------- | ------ |
| Чемпіонат світу з боротьби 2005 | Узбекистан | 74 кг            | 8      |
| Чемпіонат світу з боротьби 2006 | Узбекистан | 74 кг            | Бронза |
| Чемпіонат світу з боротьби 2007 | Узбекистан | 74 кг            | 24     |

### Виступи на Чемпіонатах Азії
| Змагання                       | Збірна     | Вагова категорія | Місце  |
| ------------------------------ | ---------- | ---------------- | ------ |
| Чемпіонат Азії з боротьби 2005 | Узбекистан | 74 кг            | Срібло |

### Виступи на Азійських іграх
| Змагання           | Збірна     | Вагова категорія | Місце  |
| ------------------ | ---------- | ---------------- | ------ |
| Азійські ігри 2006 | Узбекистан | 74 кг            | Бронза |

### Виступи на Кубках світу
| Змагання                    | Збірна     | Вагова категорія | Місце  |
| --------------------------- | ---------- | ---------------- | ------ |
| Кубок світу з боротьби 2005 | Узбекистан | 74 кг            | 5      |
| Кубок світу з боротьби 2007 | Узбекистан | 74 кг            | Золото |
| Кубок світу з боротьби 2010 | Узбекистан | 84 кг            | 11     |

### Виступи на інших змаганнях
| Змагання                                                              | Збірна     | Вагова категорія | Місце  |
| --------------------------------------------------------------------- | ---------- | ---------------- | ------ |
| Олімпійський кваліфікаційний турнір з вільної боротьби 2008 (Мартіні) | Узбекистан | 74 кг            | Золото |
| Золотий Гран-прі з боротьби 2009                                      | Узбекистан | 74 кг            | Золото |
| Золотий Гран-прі з боротьби 2010                                      | Узбекистан | 84 кг            | 8      |
| Кубок Рамзана Кадирова 2011                                           | Узбекистан | 84 кг            | 5      |
| Київський Міжнародний турнір з вільної боротьби 2012                  | Узбекистан | 74 кг            | Бронза |
| Турнір Чорного моря 2012                                              | Узбекистан | 74 кг            | Золото |
| Турнір Алі Алієва 2015                                                | Узбекистан | 86 кг            | 9      |
| Турнір Степана Саргісяна 2015                                         | Узбекистан | 86 кг            | Срібло |